# Sir Breunor

Armoriale di Brunor le Noir

Sir Breunor (o Brunor), detto il Nero o Cavaliere dalla cotta maltagliata o Valletto dalla cotta maltagliata è un personaggio del Ciclo arturiano.

## Origini del personaggio
Breunor il nero è un personaggio presente in alcune delle più importanti opere manoscritte del XII-XIII secolo costituenti il Ciclo arturiano o bretone: Il romanzo di Tristan, Il romanzo de Palamède e la Compilazione dI Rustichello da Pisa, Lo ritroveremo, due secoli dopo, nell'opera La Morte di Artù di Thomas Malory.
Sir Breunor era il figlio di un nobile cavaliere assassinato nel sonno, che per vendicare l'infame morte del padre si presentò alla corte di Artù nella speranza di ricevere l'investitura di cavaliere, indossando la ricca cotta del padre, bucata dai colpi di pugnale dell'assassino. Ciò fu oggetto di scherno di sir Kay che lo soprannominò "Sir La Cotta Maltagliata". Il giorno seguente, avvistato un magnifico cervo, il sovrano si mise subito all'inseguimento insieme ad altri prodi cavalieri. Ma mentre il re era fuori, un leone fuggì e irruppe nella sala dov'era la regina: molti cavalieri fuggirono, ma tra i pochi rimasti a difendere la regina c'era anche Breunor, che dopo aver maledetto i codardi, uccise il leone con un colpo di spada in mezzo alla testa. In segno di ringraziamento, Artù lo investì subito cavaliere.
L'indomani, una damigella si presentò alla corte con in mano uno scudo nero, decorato con una spada impugnata da una mano bianca, appartenuto ad un cavaliere che stava compiendo una grande impresa: prima di morire a seguito di una sfida, lo scudo le venne affidato per donarlo a qualcun altro che portasse a compimento la sfida non terminata. Sir La Cotta Maltagliata fu l'unico che si offrì volontario.
Sir Kay ordinò al buffone di corte, Dagonet, di giostrare contro di lui, ma il buffone fu buttato malamente a terra. La dama iniziò però a deridere pesantemente il povero Breunor. In seguito il cavaliere giostrò con Sir Bleoberis e con Sir Palamede il saraceno: entrambi lo abbatterono da cavallo, ma nessuno volle poi continuare a piedi. La damigella continuò a deriderlo sempre più amaramente, ma Sir La Cotta Maltagliata non se ne curò e non fu amareggiato per le cadute, poiché entrambi si erano rifiutati di proseguire a piedi.
Poco dopo Mordred si unì a loro e insieme giunsero al Castello Orgoglioso, da cui uscirono due cavalieri pronti a giostrare con Breunor, il quale li uccise entrambi. Per vendicare i due cavalieri, ne uscirono dal castello altri cento, che si avventarono su Breunor.
Questi cercò di difendersi come un leone, uccidendo dodici avversari e riuscendo a mettersi in salvo. La Damigella Maldicente, non credendogli, inviò un corriere per verificare quanto riferito. La risposta fu che quel cavaliere non era un uomo, bensì un diavolo, poiché aveva ucciso dodici dei loro migliori guerrieri e compiendo cose ritenute impossibili pure per Lancillotto o Tristano di Liones. Così la damigella non ottenne che un rimprovero da Mordred.
Intanto Lancillotto giunse a corte e apprense che un giovane cavaliere aveva ucciso un leone e accettato l'impresa considerata più ardua del mondo e destinata ai campioni più provati e si mise subito in marcia per raggiungerlo. Lancillotto raggiunse la Damigella Maldicente, Sir La Cotta Maltagliata e Mordred dopo sette giorni, ma quest'ultimo lasciò la compagnia non appena vede il nobile cavaliere venirgli incontro.
Il viaggio proseguì, ma la damigella, iniziò a prendere in giro il Cavaliere del Lago (non l'aveva riconosciuto) poiché prese le parti di Sir Breunor.
Tempo dopo una messaggera recò una lettera per Lancillotto in cui Tristano si scusava per aver tradito Isotta la Bella sposando Isotta dalle Bianche Mani. Perciò Lancillotto rimase indietro per rispondere.
Intanto il resto della compagnia raggiunse il castello di Pendragon, dove sei cavalieri catturarono Sir La Cotta Maltagliata e la damigella Maldicente.
Dopo aver risposto, Lancillotto si rimise in marcia per raggiungere la dama e il cavaliere, ma incontrò un cavaliere che lo sfidò a giostrare. Vennero sbalzati entrambi da cavallo e si proseguì a piedi.
La battaglia fu lunga, ma alla fine è Lancillotto che con un colpo magistrale ha la meglio. Il cavaliere vinto disse di chiamarsi Sir Nerovens di Lile, che fu investito proprio da Lancillotto e si pentì amaramente quando scoprì che aveva combattuto contro colui che gli aveva amministrato l'investitura.
Rivelò inoltre che Breunor e la dama erano stati catturati il giorno prima da Sir Brian delle isole, bravo cavaliere ma acerrimo nemico di re Artù.
Lancillotto si avviò dunque verso quel castello e uccise tutti i sei cavalieri di Brian, il quale dopo averlo visto compiere ciò si mette in arcioni e va contro il nuovo venuto.
Appena sceso giù, Brian iniziò a giostrare contro Lancillotto, col risultato che entrambi vennero sbalzati da cavallo e iniziò una furiosa battaglia a piedi dalla quale ne uscì vincitore dopo molto tempo con un poderoso colpo Lancillotto che mise in ginocchio Sir Brian e gli offrì mercede a patto che per la Pentecoste si presenti alla corte di Artù e diventi suo cavaliere e liberi tutti i prigionieri tra cui oltre il resto della sua compagnia si trovano trenta cavalieri di Artù e quaranta dame.
Giunse inoltre una dama per avere notizie sull'accaduto da dare al suo padrone, ovvero Sir Nerovens e rivelando l'identità di Sir Lancillotto.
La damigella Maldicente apprese quindi con dolore di aver insultato il cavaliere più nobile del mondo. Così, quando lo incontrano nuovamente si scusò ed espresse tutto il suo disappunto, ricevendo rimproveri per come aveva ingiustamente trattato il povero cavaliere.
Ma la sua risposta fu che gli si rivolgeva così perché era sicura che sarebbe morto e sperava schernendolo di farlo desistere dal suo intento, poiché ne era innamorata di lui e non voleva che perisse così giovane.
Lancillotto la lodò per queste parole e le mutò il nome da damigella Maldicente a damigella Bempensante.
Dopo aver cavalcato molto tempo, giunsero nel paese di Surluse.
Qui gli dissero che poteva passare solo una persona per volta. Sir La Cotta Maltagliata è il primo a passare. Si scontra contemporaneamente contro due fratelli e li vince, poi anche se ferito in più parti sfida Sir Plenorius. La battaglia dura due ore, ma Plenorius partendo fresco e privo di ferite, alla fine ha la meglio.
Rimasto stupito dalla possenza di Breunor che partendo ferito e stanco, lo fa riposare egli offre del vino, ma viene subito sfidato da Lancillotto che oltre a battere lui batte anche i suoi tre fratelli, offrendogli mercede alle stesse condizioni che aveva imposto Sir Brian.
Ripartono e Lancillotto dona a Sir La Cotta Maltagliata le terre di Sir Brian delle Isole, che non aveva mantenuto la parola data.
Dopo aver portato a termine la fantomatica impresa, per la Pentecoste tornano alla corte insieme a Plenorius. Qui sia lui che Breunor (che fu quasi sempre chiamato Sir La Cotta Maltagliata) furono fatti cavalieri della Tavola Rotonda e si dimostrarono tra i più nobili e arditi del mondo, sempre devoti a Lancillotto del Lago.
Inoltre Breunor sposò la damigella che da allora fu chiamata damigella Bendicente e riuscì a vendicare la morte del padre.